# Anthanassa drusilla
Anthanassa drusilla är en fjärilsart som beskrevs av Felder 1861. Anthanassa drusilla ingår i släktet Anthanassa och familjen praktfjärilar. Inga underarter finns listade i Catalogue of Life.

## Bildgalleri

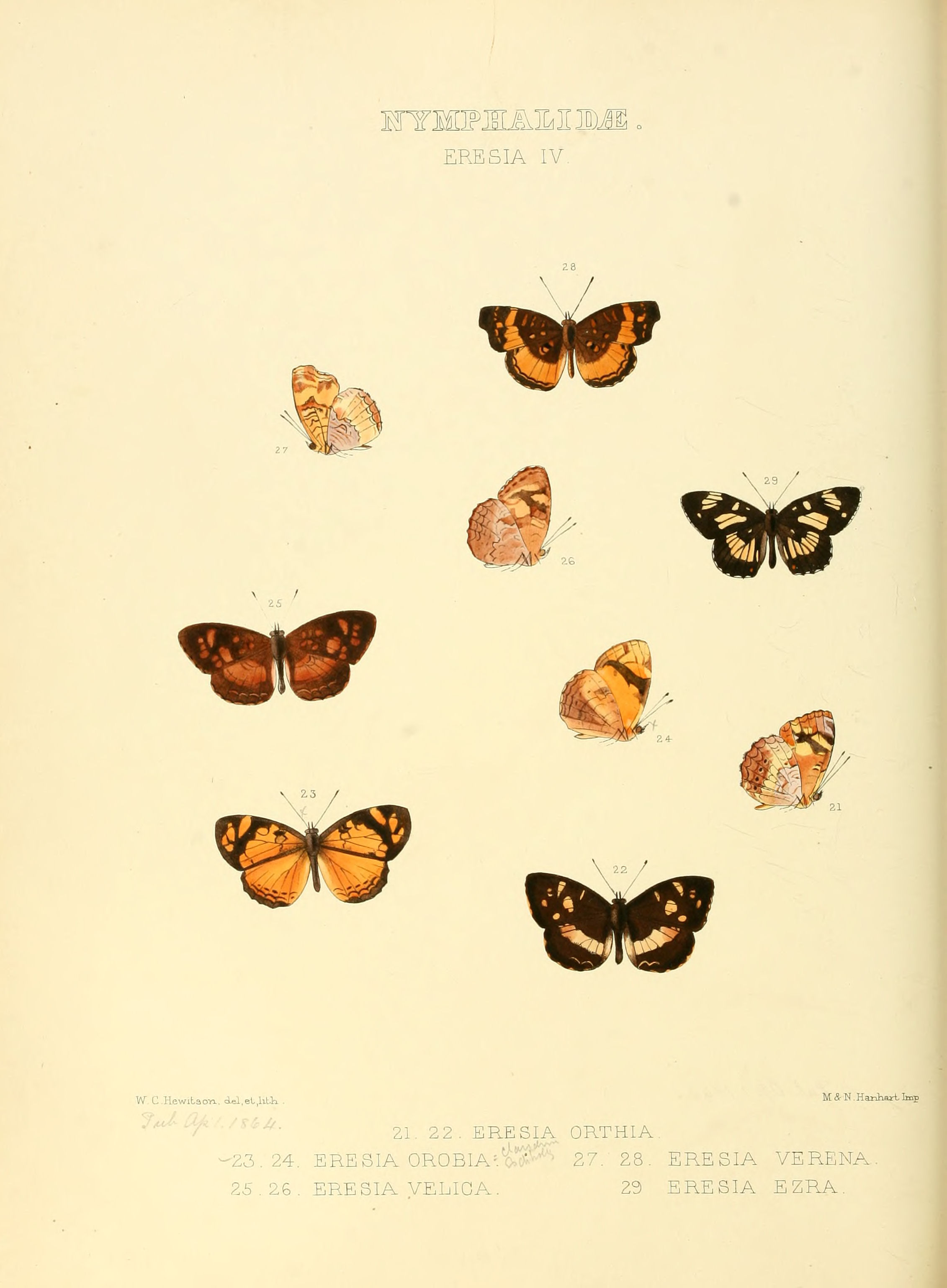